# عقد 730 هـ
عقد 730 هـ هو الفترة بين عام 730 إلى 739 في التقويم الهجري، أي العشر سنوات الرابعة من القرن الثامن الهجري.